# Franziskus von Sales Bauer

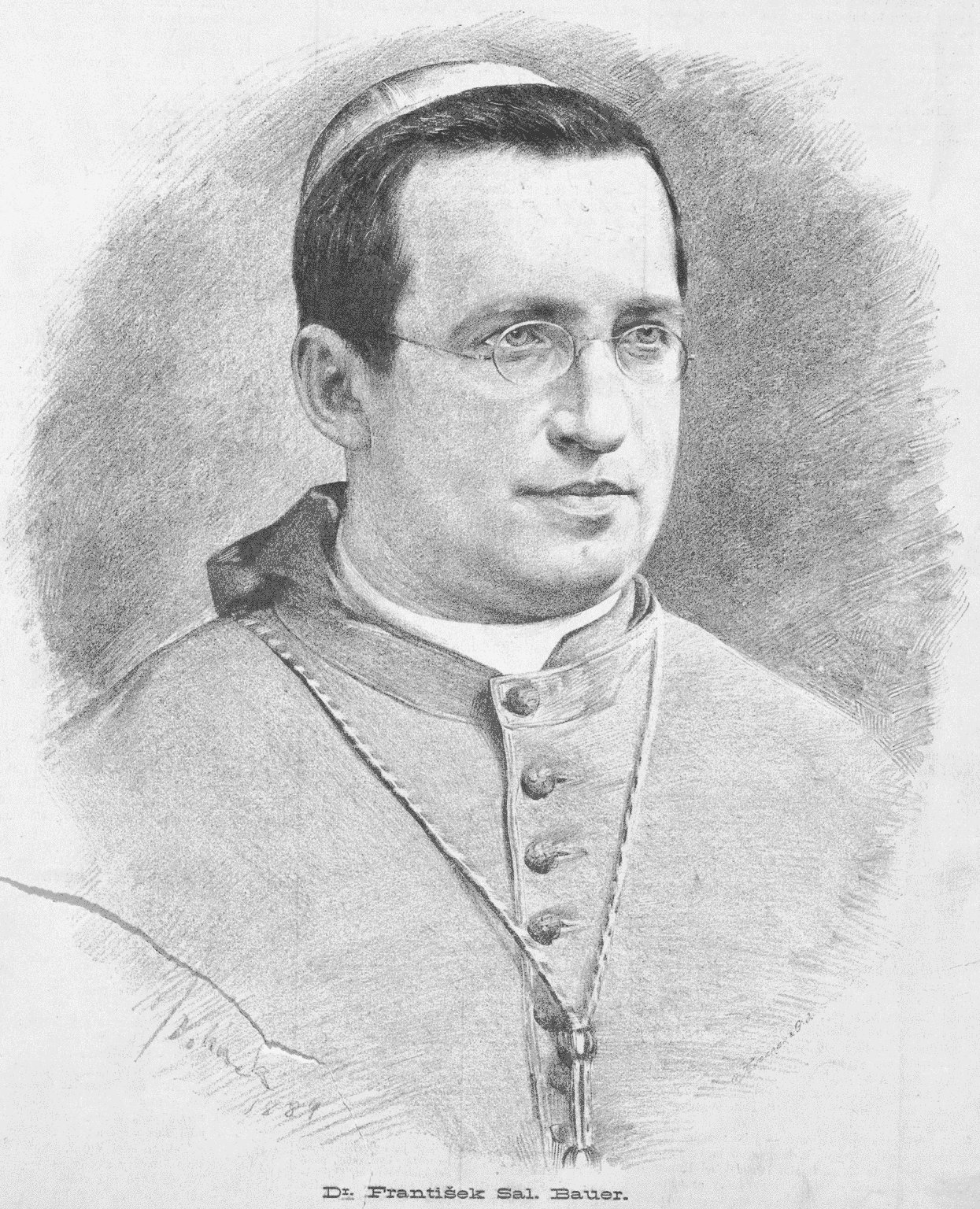
Von Sales Bauer

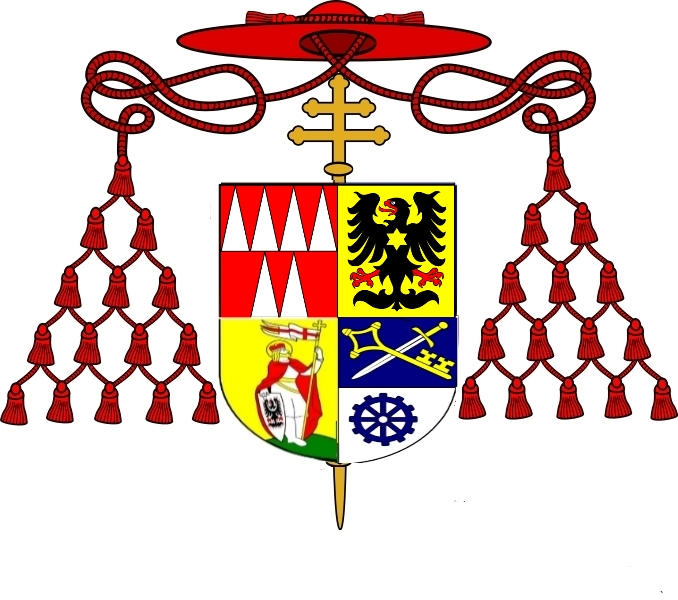
Wapen van kardinaal von Sales Bauer

Franziskus von Sales Bauer, ook: František Saleský Bauer (Hrachovec, 26 januari 1841 - Olomouc, 25 november 1915) was een Oostenrijk-Hongaars geestelijke en kardinaal van de Rooms-Katholieke Kerk.
Hij studeerde aan het seminarie en aan de theologische faculteit van Olomouc, waar hij in 1869 promoveerde tot doctor in de godgeleerdheid. Hij werd op 19 juli 1863 priester gewijd. Hij werkte vervolgens als kapelaan in Wischau en doceerde vervolgens aan het seminarie van Olomouc en aan de Universiteit van Praag. In 1879 werd hij rector van het aartsdiocesaan seminarie van Praag.
Paus Leo XIII benoemde hem in 1883 tot bisschop van Brno. Hij werd in 1886 bisschop-troonassistent van Zijne Heiligheid. In 1904 werd hij door het kapittel van Olomouc gekozen tot prins-aartsbisschop.
Paus Pius X creëerde hem kardinaal in het consistorie van 27 november 1911. De San Girolamo degli Schiavoni werd zijn titelkerk. Om gezondheidsredenen kon kardinaal von Sales Bauer niet deelnemen aan het conclaaf van 1914 dat leidde tot de verkiezing van paus Benedictus XV.
- Gemeinsame Normdatei: 107448567X
- International Standard Name Identifier: 0000 0000 6139 3232
- Nationale Bibliotheek van Tsjechië: jk01011150
- Virtual International Authority File: 83662261
- WorldCat: E39PBJrgD3By6T3G3Ch7RWwV4q